# Bar2
Christian Debarre, dit Bar2, né le 18 avril 1960 à Meudon, est un dessinateur et scénariste français de bande dessinée. Il est le créateur à l'origine de la bande dessinée Joe Bar Team. 

## Biographie
Après le tome 1, il laisse son œuvre à Fane, alias Stéphane Déteindre. Il reprend l'histoire, le temps d'un tome, le numéro 5. 
Il s'était dessiné dans le magazine Moto Journal (qui publiait une planche de l'album dans chaque numéro) en invitant les lecteurs qui le reconnaîtraient à venir faire dédicacer leur album du premier tome de Joe Bar Team au stand du journal sur le salon de la moto l'année de la sortie de l'album.
En collaboration avec le scénariste Michel Bidault, Bar2 a également illustré L'encyclopédie imbécile de la moto en 1998, sous-titré : Abrégé d'utilisation à l'usage du motocycliste débutant.
Il dessine surtout sur la moto dans les années 1970 et son style est très inspiré par celui de Franquin de ces années.
Christian Debarre publie également en 2013 sous le pseudonyme Chris Deb, le roman Chroniques du Joe Bar chez l'éditeur 12 bis). L'ouvrage, qui est réédité dès 2014 par les éditions Vents d'Ouest, retrace l'univers des personnages du Joe Bar Team, avec une préface du journaliste Bertrand Thiébault,. Toujours en 2014 et à nouveau sous le pseudonyme Bar2, il publie avec Fane, Les Sportives cultes (éditions Vents d'Ouest),.